# Festival Perspectives
 (juillet 2025).
Si vous disposez d'ouvrages ou d'articles de référence ou si vous connaissez des sites web de qualité traitant du thème abordé ici, merci de compléter l'article en donnant les références utiles à sa vérifiabilité et en les liant à la section « Notes et références ».
Le festival Perspectives est un festival franco-allemand des arts de la scène. C'est le seul festival de ce type en Allemagne, co-financé par la France et l’Allemagne.

## Statut juridique du festival
Le festival Perspectives, créé en 1978 sous le nom de « Woche des jungen französischen Theaters / Perspectives du jeune théâtre français », est associé au département culturel de la Ville de Sarrebruck depuis ses débuts. En 1992, la ville décide de donner au festival un statut juridique à part entière. Le festival devient alors une société à responsabilité limitée, dont les sociétaires sont la ville de Sarrebruck, avec 60 % des parts, et le théâtre national, avec 40 % des parts. En 1995, la ville de Sarrebruck devient la seule sociétaire, avec pour gérant Rainer Silkenbeumer. Depuis 2002, le festival est aussi financé par le Conseil général de la Moselle. Depuis le 3 mars 2007, à la suite de la signature de la convention de coopération entre le Land de la Sarre, la ville de Sarrebruck et le département Moselle, le festival a un nouveau statut juridique et a rejoint la fondation pour la coopération culturelle franco-allemande, située à Sarrebruck.

## Objectifs du festival
Le festival Perspectives a une programmation ambitieuse. Sa programmation, à multiples facettes, couvre en effet des disciplines théâtrales variées, allant du théâtre contemporain à la performance, en passant par les arts circassiens et la danse contemporaine. De 600 visiteurs dans les premières années, il est passé à environ 12 000 spectateurs en 2009, preuve de son succès. Le festival a lieu chaque année au printemps, représentant un évènement culturel important pour la Grande Région Saar-Lor-Lux. 

## Programmation du festival
L'une des vocations de ce festival est de présenter au public allemand de nouveaux talents, en permettant à de jeunes compagnies, à de nouveaux auteurs et à de nouveaux metteurs en scène, de présenter leur travail. Théâtre contemporain, danse contemporaine, cirque contemporain, lectures mises en espace, performances, théâtre de rue et concerts, sont régulièrement au programme du festival, qui offre ainsi une vitrine de la création contemporaine française et allemande.

## Direction artistique du festival
- 1978 : Jochen Zörner-Erb, fondateur du festival, autrefois dramaturge du Théâtre National de Sarrebruck
- 1986 : Peter Hahn
- 1987 : Marc Adam, premier directeur français
- 1992 : Peter Theiler, Suisse
- 1996 : Pierre-Jean Valentin
- 1997 : Christian Caimacan et Renate Schäfer
- 2002 : Laurent Brunner, à l´époque également directeur du Carreau, scène nationale de Forbach et de l´Est-mosellan
- 2004 : Michèle Paradon, également directrice artistique de l´Arsenal à Metz
- 2007 : Sylvie Hamard et Stéphane Konopczynski, à l'époque également directeur de l'EPCC La Condition Publique à Roubaix
- Depuis 2008 : Sylvie Hamard